# Neolemonniera batesii
Neolemonniera batesii là một loài thực vật có hoa trong họ Hồng xiêm. Loài này được Heinrich Gustav Adolf Engler mô tả khoa học đầu tiên năm 1904 dưới danh pháp Mimusops batesii. Năm 1960, Hermann Heino Heine chuyển nó sang chi Neolemonniera.

## Phân bố
Loài này có ở Bờ Biển Ngà, Gabon, Liberia và có thể có ở Cameroon.